# Pedro Só
Pedro Só é um filme português de Alfredo Tropa, de 1971, a sua primeira longa-metragem. Insere-se no movimento do Novo Cinema e tem como exteriores Trás-os-Montes, tema recorrente de vários cineastas do movimento, tanto no documentário como na ficção.
O filme estreou em Lisboa, no cinema Apolo 70, 8 de Junho de 1972.

## Ficha sumária
- Argumento: adaptação da obra Pedro, Romance de um Vagabundo, de Manuel Mendes
- Adaptação e diálogos: Afonso Praça, Alfredo Tropa, Fernando Assis Pacheco, Manuel Mendes
- Produção: Centro Português de Cinema e Média Filmes
- Realização: Alfredo Tropa
- Formato: 35mm p / b
- Duração: 77’
- Género: ficção (drama social)
- Ano de produção: 1970 / 71
- Exteriores: Mirandela, Múrias, Valbom dos Figos
- Distribuidor: Vitória Filme
- Ante-estreia: 1º Festival Internacional de Santarém (temática rural), 1971
- Estreia: Apolo 70, em Lisboa, a 8 de Junho de 1972.

## Sinopse
«Pedro, camponês de uma aldeia montanhosa do interior, em Trás-os-Montes, envolve-se numa luta de famílias e mata outro companheiro, no momento em que este atacava o seu pai.
Desesperado, foge de si mesmo e dos outros, tornando-se num vagabundo. Apesar de tudo, mantém uma dignidade que o distingue dos outros, vulgares pedintes. Depois de passar várias dificuldades, Pedro tenta abandonar aquela vida de solidão através do amor por Clara, uma prostituta. Mas é demasiado tarde. O vagabundo regressa então à sua terra natal. Ao constatar que nada mudou ao longo dos anos, a sua vida pouco tempo mais irá durar.»

## Ficha artística
- Pedro – António Montez
- Clara – Ermelinda Duarte
- Companheiro – Jorge Ramalho
- Emigrante – Afonso Praça
- Adelaide João
- Carmelita González
- Fernanda Coimbra
- José Gomes
- Júlia Buisel
- O povo da Aldeia de Múrias

## Ficha técnica
- Realizador: Alfredo Tropa
- Assistente de realização: Solveig Nordlund
- Anotadora: Teresa Olga

- Director de produção: João Matos Silva
- Assistente de produção: Américo Freitas

- Fotografia: Elso Roque
- Assistente de imagem: Carlos Alberto
- Director de som: *Alexandre Gonçalves
- Música: Manuel Freire e Manuel Jorge Veloso

- Montagem: Teresa Olga